# Jean Petithuguenin
Jean Alexandre Petithuguenin dit J.A. de Saint Valry, né le 12 août 1878 à Saint-Valery-sur-Somme et mort le 14 février 1939 dans le 10e arrondissement de Paris, est un écrivain français.
Auteur de littérature populaire, dont de nombreux romans sentimentaux ou policiers, il est aussi traducteur de l'anglais, de l'allemand et de plusieurs romans norvégiens de Knut Hamsun. Il a par ailleurs adapté des films sous forme de novélisations.

## Biographie
Écrivain très prolifique de littérature populaire, il publie chez Ferenczi & fils, chez Rouff et chez Tallandier, ainsi que chez Baudinière des romans historiques, quelques romans fantastiques, dont L'Amante réincarnée (1931), et des textes de science-fiction, notamment Une mission internationale dans la Lune (1926), Si vieillesse pouvait ! (1928) et Le Grand Courant (1932). Pourtant, l'essentiel de sa production appartient aux récits sentimentaux lourdement moralisateurs et à la littérature policière. 
Dans le genre policier, il est le créateur en 1933 du personnage du détective « René Picard, surnommé Ned Pic, doté d'extraordinaires facultés de déduction. Ses autres romans policiers sont assez ternes : une trilogie brouillonne, le Roi de l'abîme et [...] Houdini le maître du mystère (1921), sans grand intérêt ». De cette production routinière se démarque l'extravagant Crime et Sorcellerie (1920), paru chez Ferenczi & fils, où un fou tente d'inoculer des pouvoirs magiques à sa victime.
En fin de carrière, dans les années 1930, ses textes appartiennent d'emblée à la littérature d'enfance et de jeunesse, comme le prouvent Boubou chez les Peaux-Rouges (1935) et Tim et Fred ches les sauvages (1936).
Mort à l'Hôpital Lariboisière à l'âge de 60 ans, Jean Petithuguenin était rédacteur en chef de la Revue des poètes, membre de la Société des gens de lettres, sociétaire de l' Association des écrivains combattants et secrétaire du Syndicat des romanciers français.

## Œuvres

### Romans

#### Trilogie policièreLe Roi de l'abîme
- 1928 : Le Signe mystérieux
- 1929 : Une énigme vivante
- 1929 : Les Pirates fantômes

#### Autres romans
- 1910 : Stoerte-Becker, le souverain des océans, roman (fascicules 40-87)
- 1912 : Stoerte-Becker, le roi de l'océan, roman (fascicules 1-35)
- 1913 : Stoerte-Becker, le roi de l'océan, roman (fascicules 36-50)
- 1913 : Le Roi de la mer
- 1914 : L'Âge fatal, le roman d'une jeune fille de 18 ans, Paris, éditions A. Eichler (12 fascicules)[7]
- 1917 : La Séductrice
- 1917 : Les Amants trahis
- 1917 : La Délivrance de Noyon, Rouff, coll. Patrie[8]
- 1917 : Riri[9], éditions « Collection des petits chefs-d'œuvre »
- 1918 : Les Prétendants de Pauline
- 1918 : La Fortune et l'Amour
- 1918 : L'Amour et la Honte
- 1918 : Cœur torturé
- 1918 : Le Premier Choc, Rouff, coll. « Patrie » no 50
- 1918 : L'Épopée de Moronvillers, Rouff, coll. « Patrie » no 71[10]
- 1918 : La Victoire de la Marne, Rouff, coll. « Patrie » no 81
- 1918 : La Barrière des Vosges, Rouff, coll. « Patrie » no 86[11]
- 1918 : La Belle Défense du château de Grivesnes, Rouff, coll. « Patrie » no 91[12]
- 1918 : Pour elle[13]
- 1919 : Le Justicier
- 1919 : Verdun, Rouff, coll. Patrie[14]
- 1919 : L'Allemagne vaincue, Rouff, coll. Patrie[15]
- 1919 : La Tragédie de Gourmel
- 1919 : L'Oubli d'un baiser
- 1919 : Le cœur se trompe
- 1919 : La Victoire de l'armée Gouraud, Rouff, coll. Patrie[16]
- 1920 : Les Dérailleurs de train
- 1920 : Crime et Sorcellerie ; réédition en 1932
- 1920 : Le Visiteur invisible
- 1921 : Houdini le maître du mystère
- 1921 : L'Amour désespéré
- 1923 : Denise, dactylo
- 1923 : Pourquoi m'aimer ?
- 1923 : La Danse du désir
- 1924 : La Force du rêve[17]
- 1926 : Les Amours de Napoléon
- 1926 : Souviens-toi, mon amour !
- 1926 : Maldonne
- 1926 : Ma filleule
- 1926 : Lequel aimait le mieux ?
- 1926 : Une mission internationale dans la Lune ; réédition chez Tallandier en 1933
- 1927 : L'Amour transfiguré
- 1927 : L'Amour à qui perd gagne
- 1927 : Les Conjurés de Venise
- 1927 : L'Afrique mystérieuse, Tallandier, coll. Grandes aventures et voyages excentriques
- 1928 :  La Vie tragique de Marguerite d'Anjou, reine d'Angleterre, Marpon[18]
- 1928 : Si vieillesse pouvait !
- 1928 : Ginette et l'Amour
- 1929 : Jean-Maudit
- 1929 : Vendetta contre Bonaparte
- 1930 : La Douleur généreuse, Tallandier, coll. Romans célèbres de drame et d'amour
- 1930 : L'Idéal amant
- 1931 : Bonaparte et la Vénitienne
- 1931 : Fleur du faubourg, Tallandier, coll. Romans célèbres de drame et d'amour[19]
- 1931 : Gil et son modèle, Tallandier, coll. « Le Livre de Poche Tallandier » no 221
- 1931 : Fidèle et soupçonnée, Rouff, coll. « Les Romans vécus » no 44
- 1931 : Le Grand Courant
- 1931 : Une bataille de l'amour, Tallandier, coll. Romans célèbres de drame et d'amour
- 1931 : Une âme en perdition
- 1931 : La Fille du condamné, Rouff, coll. « Les Romans vécus » no 53
- 1931 : L'Amante réincarnée, Tallandier, coll. Les romans mystérieux[20]
- 1931 : La Main de Suzanne
- 1931 : Suzanne et sa rivale
- 1932 : Puisque je vous aime
- 1932 : Quelle est cette femme ?
- 1932 : Sous le masque de l'amour
- 1932 : Scotland Yard
- 1932 : Le Visiteur invisible
- 1932 : Les Damnés du cœur
- 1932 : Le Démon de la chair
- 1932 : Le Grand Courant
- 1933 : Le Corsaire du roi
- 1933 : Tu me vengeras !
- 1933 : Celui qui revient
- 1933 : Un faux pas
- 1933 : Nic Pic détective ; réédition en 1938
- 1934 : Le Secret des Incas, Tallandier, coll. Les chevaliers de l'aventure n° 48
- 1934 : L'Épreuve amoureuse
- 1935 : Princesse Mimi
- 1935 : Le Complot
- 1935 : Boubou chez les Peaux-Rouges
- 1936 : Mais c'est toi que j'aime !
- 1936 : Tim et Fred ches les sauvages
- 1938 : L'amour sera ton lot

### Traductions
- 1912-1913 : Robert Kraft, Atalanta. La femme énigmatique, traduit de l'allemand par Jean Petithuguenin, éditions Eichler.
- 1929 : Henry Rider Haggard, L'Esclave reine (Moon of Israël), traduit de l'anglais par Jean Petithuguenin, éditions Tallandier[21].
- 1936 : Knut Hamsun, Les Vagabonds (Landstrykere), traduit du norvégien par Jean Petithuguenin, éditions Grasset.
- 1937 : Knut Hamsun, L'Éveil de la glèbe (Markens grøde), traduit du norvégien par Jean Petithuguenin, éditions Flammarion[22]

### Novélisations
- 1921 : L'Essor, cinéroman en 10 épisodes d'après le scénario de Charles Burguet pour le film L'Essor réalisé par Charles Burguet en 1920[23], édité par J. Ferenczi.
- 1927 : Moana, une histoire d'amour en Océanie, cinéroman d'après le scénario de Frances Flaherty pour le film Moana réalisé par Robert Flaherty en 1925
- 1929 : La Danse rouge, cinéroman d'après le scénario de James Ashmore Creelman pour le film La Danse rouge (The Red Dance) réalisé par Raoul Walsh en 1928, aux éditions Tallandier[24].
- 1930 : La Merveilleuse Vie de Jeanne d'Arc, cinéroman d'après le scénario de Jean-José Frappa pour le film La Merveilleuse Vie de Jeanne d'Arc réalisé par Marco de Gastyne en 1929, aux éditions Tallandier.
- 1931 : Cœurs farouches, cinéroman d'après le scénario de Julien Duvivier et Georges d'Esparbès pour le film Cœurs farouches réalisé par Julien Duvivier en 1924, aux éditions Tallandier.
- 1931 : La Piste des géants, cinéroman d'après le scénario de Marie Boyle, Jack Peabody et Florence Postal pour le film La Piste des géants (The Big Trail) réalisé par Raoul Walsh en 1930, aux éditions Tallandier.
- 1932 : Scotland Yard, cinéroman d'après le scénario de Garrett Fort pour le film Scotland Yard réalisé par William K. Howard en 1930, aux éditions Tallandier.

## Récompense
- 1924 : Prix Chauchard décerné par la Société des gens de lettres.

### Sources
: document utilisé comme source pour la rédaction de cet article.
- Claude Mesplède (dir.), Dictionnaire des littératures policières, vol. 2 : J - Z, Nantes, Joseph K, coll. « Temps noir », 2007, 1086 p. (ISBN 978-2-910-68645-1, OCLC 315873361), p. 531.